# Mạc Quốc Trinh
Mạc Quốc Trinh (chữ hán: 莫國楨;?-1543) là một danh tướng của nhà Mạc trong lịch sử Việt Nam.

## Thân thế
Ông là thuộc tướng dưới trướng của Mạc Đăng Dung khi còn làm quan cho triều Hậu Lê. Ông từng theo Mạc Đăng Dung đem quân đánh dẹp các thế lực cát cứ như Trịnh Tuy đến phò tá Mạc Đăng Dung lên ngôi hoàng đế.
Sau khi Mạc Đăng Dung lên ngôi vào năm 1527, ông được phong làm Thái sư Lân Quốc Công (麟國公) trấn thủ thành Tây Đô. Đồng thời ông cũng được xếp vào hàng ngũ các danh tướng khai quốc công thần của nhà Mạc như Vũ Hộ, Nguyễn Kính, Nguyễn Áng, Mạc Đăng Lượng, Mạc Quyết, Nguyễn Quốc Hiền...

## Dẹp loạn khởi nghĩa của Lê Ý
Tháng 6 năm Đinh Hợi (1527), Mạc Đăng Dung ép Lê Cung Hoàng nhường ngôi thành lập nhà Mạc.
Năm 1528, Lê Ý dấy binh ở Da Châu (Quan Hóa-Thanh Hóa) xưng hiệu là Quang Thiệu (khẳng định ông là người tiếp nối vinh quang của nhà Lê), chưa đầy một tháng nhân mã các châu huyện cùng tụ về được vài vạn người. Lê Ý bèn cùng các bộ tướng của mình như: Lê Như Bích, Lê Bá Tạo, Hà Công Liêu, Lê Tông Xá, Nguyễn Cảo... bày doanh trại, chia quân thành cơ, thành đội, thành ngũ... rồi đặt súng lệnh, giương cờ hiệu, kéo ra đóng bên bờ sông Mã. Hào kiệt các nơi nghe thấy đều cho rằng khí vận nhà Lê lại thịnh, khắp nơi hướng về
Tháng tư năm Canh Dần (1530), Mạc Thái Tổ Mạc Đăng Dung thân chinh đem mấy vạn quân thủy bộ vào Thanh Hoa. Hai bên giao chiến mấy trận quân Mạc đều thua cả, Mạc Thái Tổ thấy thế khó bèn lui binh về Thăng Long, để Lân Quốc Công Mạc Quốc Trinh ở lại trấn giữ dinh Hoa Lâm. Thừa thắng Lê Ý đem quân đánh xuống Tây Đô (Vĩnh Lộc - Thanh Hóa), Mạc Quốc Trinh lại lui về Tống Giang (Ninh Bình).
Tháng 8 năm 1530, Mạc Thái Tông đem binh hội quân với Lâm Quốc Công Nguyễn Quốc Hiền và Lân Quốc Công Mạc Quốc Trinh ở huyện Hoằng Hoá để cùng đánh Lê Ý. Mạc Thái Tông sai Mạc Quốc Trinh lĩnh thủy quân bí mật đi trước nhằm đánh tập hậu quân phản loạn. Lê Ý biết được mưu đồ của nhà Mạc nên đã đón đánh được cả đạo quân Mạc do Mạc Quốc Trinh chỉ huy. Mạc Thái Tông đến chỗ hẹn mà không thấy Mạc Quốc Trinh đến phải án binh cố thủ. Tháng 11 năm đó, Thái Tông sai Quốc Trinh ở lại cầm quân còn mình rút về kinh thành. Lê Ý thắng liền mấy trận có ý chủ quan, bị Quốc Trinh bắt được giải về kinh giết chết.

### Trận sông Đa Lộc
Lê Ý biết quân nhà Mạc chia làm hai thì cả mừng, một mặt dàn quân sẵn ở sông Đa Lộc, lại tự mình đem quân tinh nhuệ bí mật theo đường tắt mà tiến trong đêm.
Tới sáng đến sông Yên Sơn (một đoạn của sông Mã) thì gặp quân của Mạc Quốc Trinh liền đánh tập hậu quân của Mạc Quốc Trinh.
Toàn quân nhà Mạc không biết quân nhà Lê ở đâu chui ra thì sợ hãi mà tan vỡ, bỏ thuyền nhảy lên bờ chạy tán loạn.
Lê Ý cưỡi ngựa, đốc suất các tướng xông pha trận mạc, tự tay đâm chết hơn 70 tên.
Quân Mạc đại bại, Lê Ý thừa thắng đuổi đánh, chém giết vô kể.

### Trận Động Bàng
Mạc Thái Tông vẫn chưa biết là Mạc Quốc Trinh đã bị thua trận, y như kế hoạch tự mình đốc suất các tướng tiến đến xã Động Bàng (Thanh Hóa), tính đánh kẹp quân nhà Lê.
Lê Ý biết tin, bèn hăng hái xuống lệnh cho các tướng rằng:
"Nay được gặp bọn giặc lớn ở đây, nếu không quyết đánh thì không thể mong hưng phục được nhà Lê".
Các tướng nghe lệnh, đều dốc sức đánh.
Quân Mạc đánh mãi không thấy quân của Mạc Quốc Trinh thì đại loạn, quân nhà Lê được thế càng đánh càng hăng cả phá quân Mạc, chém được hơn một vạn tên, xác chết chồng chất lên nhau.
Quân nhà Lê thắng trận một ngày hai lần, uy danh vang dội, khiến cho quân Mạc phải chạy dài. Mạc Thái Tông phải rút về kinh thành, sai Mạc Quốc Trinh ở lại cố thủ.
Lê Ý đại thắng hai trận liền thu quân, triệt phá doanh trại, về đóng ở Da Châu, vì mới thắng luôn mấy trận nên sinh lòng kiêu ngạo, không còn lo phòng bị như trước, lại có ý coi thường đối phương.Gặp phải ngay lúc hết lương, có tướng bàn:
"Quân Mạc chưa diệt, chiến sự chưa yên, ta nên thúc quan lại các nơi điều động phu phen vận lương đến là được".
Lê ý không cho là phải, nói át đi:
"Phu phen điều một người là ở bản địa thiếu một người, nay quân ta đại thắng liên tiếp, ngụy Mạc khiếp sợ mà co cụm trong thành không dám đánh, sao không cắt vài ngàn quân về bản địa vận lương mà nỡ đặt điều lao dịch nặng nề như vậy".
Các tướng biết là không ổn nhưng thanh thế Lê Ý đang thịnh nên không ai dám bác, đành phải cắt mấy ngàn quân về hậu phương tải lương.
Đại quân thiếu đi lượng lớn nhân lực lại đang thả lỏng sau đại thắng nên doanh trại vô lực, quân dung rời rạc. Mạc Quốc Trinh nhận biết được thì mừng lắm, tức tốc đem năm ngàn tinh nhuệ đánh lên Da Châu.
Lê Ý không có chuẩn bị đem quân ra đánh, chống không nổi quân nhà Mạc bị bắt sống bỏ cũi đem về Thăng Long ngũ mã phân thây.
Quân tướng lớp bị giết, lớp chạy sang Ai Lao theo An Thanh Hầu - Nguyễn Kim, số còn lại thì cởi giáp về vườn. Cơ nghiệp họ Lê coi như kết thúc từ đây.

## Qua đời
Năm 1539, quân nhà Lê do Trịnh Kiểm kéo quân từ Ai Lao về Đại Việt chiếm được huyện Lôi Dương (Thanh Hoa). Ông ở thành Tây Đô cho quân trấn giữ chống trả quyết liệt ngăn chặn quân Lê chiếm Thanh Hoa và Nghệ An.
Năm 1543, ông đổ bệnh và mất tại doanh trại các tướng đưa thi hài ông trở về lại Thăng Long an táng.